# Cine Vox (Tánger)

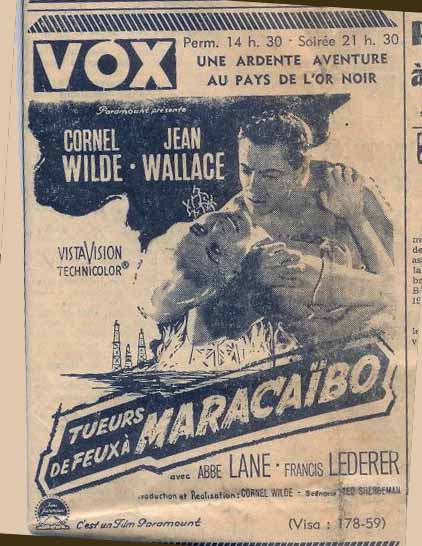
Cartel del Cine Vox

El Cine Vox fue una sala de cine situada en Tánger, Marruecos, inaugurada en 1935, durante la vigencia de la Zona Internacional de Tánger, concretamente, en la calle Malmusi numero 5. La Vox fue la más grande de África cuando se inauguró en 1935, con 2.000 asientos y un techo retráctil. Se dice que el bar del Cine Vox fue la inspiración para el Café de Rick de la película Casablanca.
El filósofo y antiguo director del Centre du Cinéma Marocain, Noureddine Saïl, recordó que Cinema Vox fue «la capital total del cine egipcio» en Tánger en los años 1950.